# Nurlan Ormanbetov
Nurlan Sekenovich Ormanbetov (Zaisan, Unión Soviética, 12 de enero de 1962) es un oficial militar (teniente general) de las Fuerzas Armadas de Kazajistán y se desempeña como actual comandante en jefe de las Fuerzas de Defensa Aérea de Kazajistán. Sirvió como comandante en jefe dos veces de 2013 a 2017 y fue reelegido para un segundo mandato el 16 de marzo de 2020. En febrero de 2018 fue nombrado Subjefe del Estado Mayor Conjunto (CJS) de la organización militar intergubernamental, la Organización del Tratado de Seguridad Colectiva.

## Biografía

### Infancia y estudios
Nurlan Ormanbetov nació el 12 de enero de 1962 en Zaisan, capital del distrito homónimo de la región de Kazajistán Oriental. En 1983, se graduó en la Escuela de Aviación Militar Superior de Járkov y, en 1996, terminó sus estudios en la Academia de la Fuerza Aérea Gagarin. También es graduado de la Academia Militar del Estado Mayor General de las Fuerzas Armadas de la Federación de Rusia en 2010.

### Carrera militar
Después de graduarse de la Escuela de Pilotos de Aviación Militar Superior de Járkov en 1983, se alistó en las Fuerzas Aéreas del Distrito Militar de Asia Central como piloto y luego como comandante de vuelo de un regimiento de aviación, puesto en el que permaneció hasta 1987. Más tarde fue transferido a Polonia, donde sirvió en el Grupo de Fuerzas del Norte como comandante de un regimiento aéreo y subcomandante de escuadrón en la unidad militar n.º 21751 hasta que se unió a la Academia de la Fuerza Aérea Gagarin en 1993. En ese mismo año se convirtió en subcomandante de la unidad militar n.º 65229 para entrenamiento de vuelo y luego en la unidad n.º 65229 en 1996 y en la unidad n.º 21751 en 2000. Dos años más tarde, en 2002, se convirtió en comandante de la base de la fuerza aérea (unidad militar n.º 21751).
En 2007, Ormanbetov se convirtió en comandante en jefe adjunto de las Fuerzas de Defensa Aérea de Kazajistán y en 2010 en primer comandante en jefe adjunto. En 2012 fue nombrado jefe de la Dirección Principal de Combate y Entrenamiento Físico de las Fuerzas de Defensa Aérea, y en 2017 subjefe del Estado Mayor General de las Fuerzas Armadas de Kazajistán. En  febrero de 2018, fue nombrado Subjefe del Estado Mayor Conjunto de la Organización del Tratado de Seguridad Colectiva.

## Condecoraciones
- Orden del Valor
- Medalla al Valor Militar
- Orden del Servicio a la Patria en las Fuerzas Armadas de la URSS de 3.er grado
- Medalla de la Orden al Mérito de la Patria de 2.do grado